# سكوت لورينز
سكوت لورينز (بالإنجليزية: Scott Lorenz)‏ (23 يوليو 1987 ببارينغتون في الولايات المتحدة - ) هو لاعب كرة قدم أمريكي في مركز الدفاع. لعب مع سبورتينغ كانساس سيتي وIndy Eleven NPSL ‏ وMadison 56ers ‏ وMinnesota United FC (2010–2016) ‏ وFort Lauderdale Strikers (2006–2016) ‏.

## وصلات خارجية
- سكوت لورينز على موقع الدوري الأمريكي (الإنجليزية)
- سكوت لورينز على موقع قاعدة بيانات كرة القدم.إي يو (الإنجليزية)